# Antônio Rodrigo Nogueira
Antônio Rodrigo Nogueira, född 2 juni 1976 i Vitória da Conquista, Brasilien, är en brasiliansk utövare av mixed martial arts och känd för sitt tekniska kunnande inom brasiliansk jujutsu och anses av många som en av de bästa jujutsu utövarna igenom tiderna. Nogueira tävlar i tungviktsklassen inom Ultimate Fighting Championship där han varit interimmästare. Innan Nogueria debuterade i UFC den 7 juli 2007 hade han gått 21 matcher i Pride där han även varit tungviktsmästare. Under karriären har Nogueira besegrat bland andra Mark Coleman, Dan Henderson, Heath Herring x3, Mirko Filipović, Josh Barnett, Tim Sylvia, Randy Couture, Brendan Schsub och Dave Herman
När Nogueira förlorade mot Frank Mir via knockout på UFC 92 den 27 december 2008 var det första gången han blev stoppad (det vill säga förlorat på antingen knockout eller submission) sedan karriären påbörjades 1999 - 38 matcher tidigare. Nogueira hade tidigare förlorat fyra matcher, men samtliga på poäng. Mir är även den ende som har lyckas vinna över Nogueira på Submission; dock vägrade han ge upp och bröt armen som konsekvens, 2011.